# Puigcastellar (Castellterçol)
Puigcastellar era una masia del terme municipal de Castellterçol, al Moianès.
Les seves restes estan situades a la muntanya del seu mateix nom, al sud de la vila de Castellterçol, a l'extrem meridional del terme, prop del límit amb Gallifa i Sant Quirze Safaja. És a llevant de Sant Julià d'Úixols, parròquia a la qual pertanyia.